# Kazničov
Kazničov (601 m n. m.) je výrazný kopec v Podbeskydské pahorkatině v okrese Frýdek-Místek. Rozkládá se 5 km východně od Kopřivnice a 25 km jižně od Ostravy. Na svazích Kazničova se rozkládá obora Hukvaldy.

## Přístup
Nejkratší přístup vede od vstupu do obory nedaleko Měrkovic, přes rozcestí Hukvaldy – obora a od něj stále vzhůru po klikatící se lesní silničce. Asi 2 km od rozcestí dosáhne silnička svého nejvyššího bodu (575 m n. m.) v ostré pravotočivé zatáčce. Odtud je vrchol 400 metrů na sever. Celý výstup měří necelé 3 kilometry s převýšením 220 metrů.

## Obora Hukvaldy

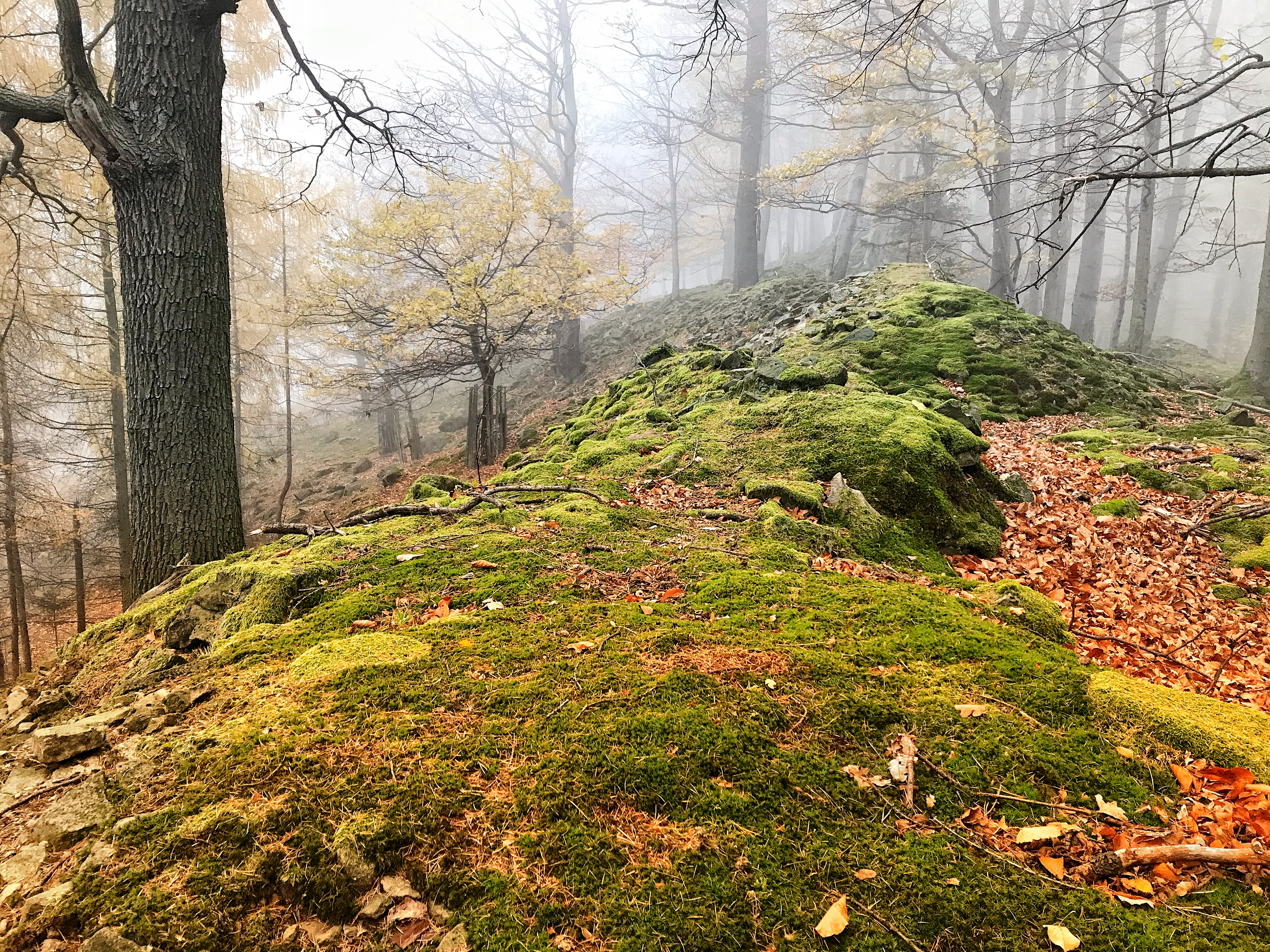
Mechový hřbet jižně od vrcholu

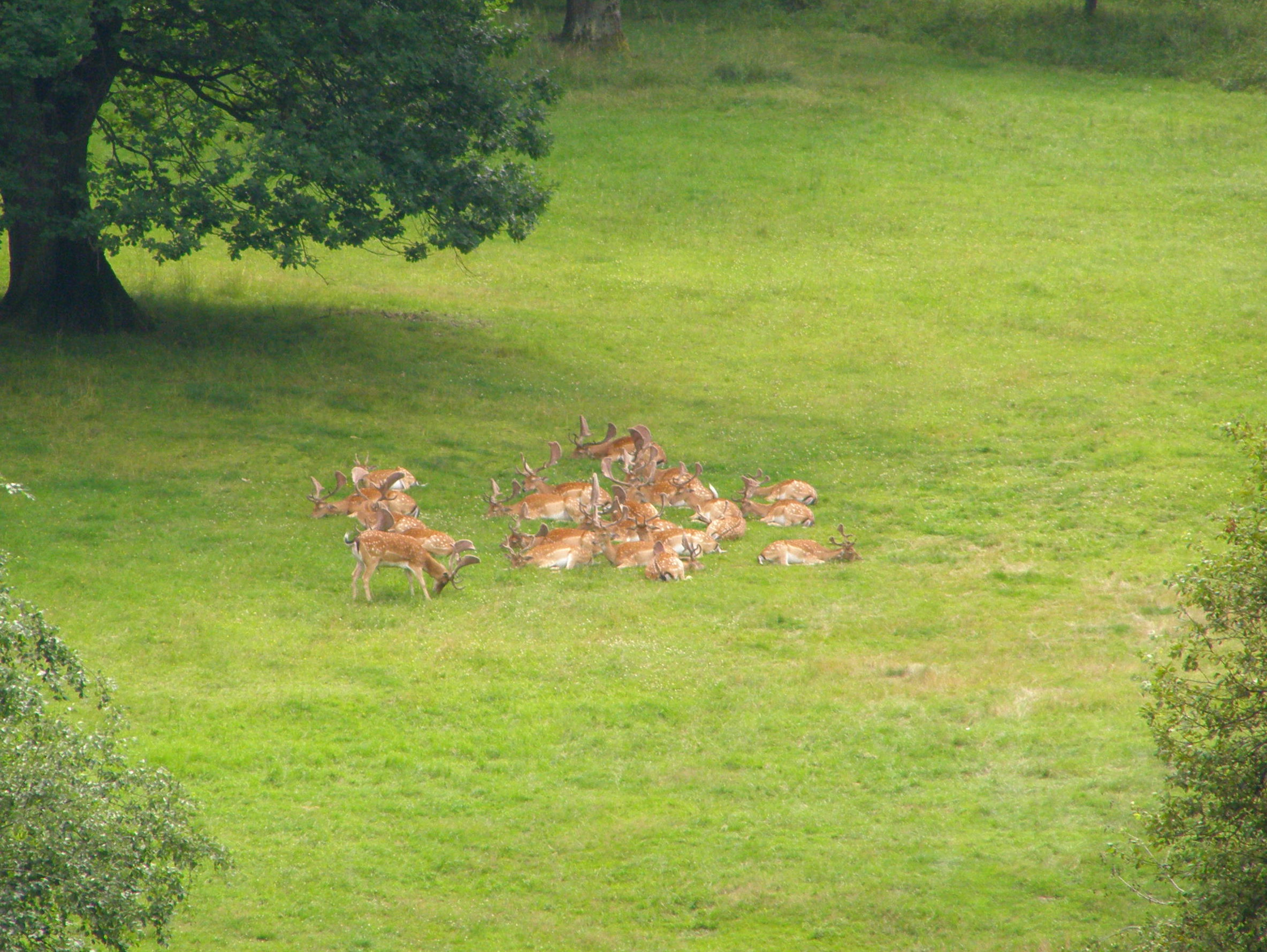
Daňci v oboře

Celý kopec je spolu s přilehlým hradním vrchem Hukvaldy součástí obory Hukvaldy, jedné z nejstarších obor v Česku. První zmínka o oborním chovu pochází už z roku 1567. V celé oboře bylo napočítáno asi 140 kusů daňčí a 120 kusů mufloní zvěře. Severovýchodní svahy Kazničova a celou severní část obory kolem hradu Hukvaldy navíc chrání přírodní památka Hukvaldy. Lesní porost má charakter bučiny, staré 160-240 let. Staré stromy, v jejichž dutinách hnízdí holub, krutihlav, datel, strakapoud či lejsek, jsou stejně jako sušiny a torza stromů v lokalitě záměrně ponechávány.